# Yttre häran
Yttre häran är en ö i Åland (Finland). Den ligger i Skärgårdshavet och i kommunen Vårdö i landskapet Åland, i den sydvästra delen av landet. Ön ligger omkring 43 kilometer nordöst om Mariehamn och omkring 260 kilometer väster om Helsingfors.
Öns area är 6,9 hektar och dess största längd är 420 meter i sydöst-nordvästlig riktning.